# Miguel Bebán
Miguel Bebán, cuyo nombre verdadero era Domingo Miguel Tilli (San Nicolás de los Arroyos, Provincia de Buenos Aires, Argentina, 6 de junio de 1918-26 de agosto de 2006) fue un actor de cine, teatro y televisión y director de teatro argentino.

## Biografía
Debutó en televisión en 1954 en el programa Mujeres inolvidables junto a Myriam de Urquijo, que también se iniciaba en ese medio.
Al año siguiente protagonizó junto a su esposa Aída Alberti el programa Yo os declaro marido y mujer, con libreto de Nené Cascallar.
En 1958 protagonizó con Blanca del Prado, con libreto de Hugo Muchnik y dirección de Lautaro Murúa el ciclo De padres y de hijos.
Fue famoso intérprete del monólogo Las manos de Eurídice del brasileño Pedro Bloch.
Estuvo casado con la actriz Aída Alberti y fue padre del actor Rodolfo Bebán.

## Filmografía
- La casa del ángel (1957)
- Caballito criollo (1953)
- Facundo, el tigre de los llanos (1952)
- El honorable inquilino (1951)

## Televisión
- Malevo (1972) Serie .... Aníbal
- El amor tiene cara de mujer (1964) Serie